# Bry, Nord
Bry là một xã ở tỉnh Nord trong vùng Hauts-de-France, Pháp.